# Qianshanornis rapax
Il qianshanornite (Qianshanornis rapax) è un uccello estinto, forse appartenente ai gruiformi. Visse nel Paleocene medio (circa 60 milioni di anni fa) e i suoi resti fossili sono stati ritrovati in Cina. 

## Descrizione
Benché noto per fossili molto incompleti (comprendenti parte di una zampa posteriore articolata, parte di un'ala e ossa pettorali), questo animale possedeva una morfologia talmente insolita da poter essere (almeno parzialmente) ricostruito. In particolare, Qianshanornis era caratterizzato da una morfologia del piede davvero peculiare: è probabile che il secondo dito fosse iperestensibile, e che portasse un grande artiglio a falce. Questa morfologia è del tutto sconosciuta negli uccelli cenozoici, e si limita ad alcune forme del Mesozoico (oltre che ad alcuni dinosauri non aviani come Velociraptor). Le ossa delle zampe, in particolare l'estremità distale del tibiotarso, sono molto simili a quelle di altri uccelli leggermente più recenti, gli Ameghinornithidae europei, ed è possibile che l'aspetto di Qianshanornis fosse piuttosto simile a questi ultimi. In ogni caso, Qianshanornis era molto più piccolo degli ameghinornitidi e probabilmente era un buon volatore.

## Classificazione
I fossili di Qianshanornis rapax sono stati ritrovati nella formazione paleocenica di Wanghudun, nel bacino Qianshan della provincia di Anhui, in Cina, e sono stati descritti per la prima volta nel 2013. Qianshanornis è talmente diverso da qualunque altro uccello noto nel Cenozoico da essere assegnato a una famiglia a sé stante (Qianshanornithidae), forse comunque imparentata con gli Ameghinornithidae europei, più recenti. 

## Paleobiologia
La peculiare forma delle zampe posteriori, con la probabile presenza di un artiglio protrattile, indica che Qianshanornis doveva essere un predatore. È probabile che non fosse inetto al volo come i suoi parenti ameghinornitidi, e che si avventasse sulle prede a terra dall'alto, per poi afferrarle e arpionarle con gli artigli a falce. 